# Indosylvirana magna
Espèce
Synonymes
- Hylarana magna Biju, Garg, Mahony, Wijayathilaka, Senevirathne & Meegaskumbura, 2014

Indosylvirana magna est une espèce d'amphibiens de la famille des Ranidae.

## Répartition
Cette espèce est endémique d'Inde. Elle se rencontre au Kerala et au Tamil Nadu adjacent entre 600 et 1 145 m dans les Agasthyamalai Hills dans les Ghâts occidentaux

## Description
Le mâle mesure 84,5 mm et les femelles de 78,7 à 91,8 mm.

## Étymologie
Cette espèce est nommée en référence à sa grande taille, magnus signifiant grand en latin.

## Publication originale
- Biju, Garg, Mahony, Wijayathilaka, Senevirathne & Meegaskumbura, 2014 : DNA barcoding, phylogeny and systematics of Golden-backed frogs (Hylarana, Ranidae) of the Western Ghats-Sri Lanka biodiversity hotspot, with the description of seven new species. Contributions to Zoology, vol. 83, no 4, p. 269–335 (texte intégral).